# Hans Helgers
J.J.M. (Hans) Helgers (Geleen, 1955) is een Nederlands (ex-)politicus.
Hij startte zijn carrière in 1977 als leraar geschiedenis in Maarssen. Vervolgens was hij tot 1986 leraar Geschiedenis en Engels in Utrecht en IJsselstein. Daarna was hij werkzaam als adjunct directeur in de "Bijlmerbajes" en directeur van het Huis van Bewaring Wolvenplein in Utrecht en Oosterhoek in Grave en Zeeland (Noord-Brabant).
Hij was al vanaf jonge leeftijd politiek actief en werd in 1976 zogenaamd rechtstreekslid van het CDA. Van 1984 tot 1992 was hij lid van het landelijk partijbestuur van het CDA en secretaris en vanaf 1986 voorzitter van het CDA in de provincie Utrecht.
Van 4 februari 1995 tot 27 februari 1999 was Helgers partijvoorzitter voor het CDA. Daarna werd hij voorzitter van zorgstichting SWZ (Samenwerkende Woon- en Zorgvoorzieningen) in Son en Breugel en in 2006 voorzitter bij Stichting De Opbouw" en bleef hij actief op veel fronten binnen en buiten de zorg de zorg. Zo was hij bestuurslid van zowel de brancheorganisatie VGN (gehandicaptenzorg) als van ActiZ (ouderenzorg). Hij was bestuurslid van pensioenfonds PGGM, maar ook van een lokale Rabobank. Tevens was hij 9 jaar voorzitter van de Raad van Toezicht van PCOU en Willibrord, een grote Utrechtse onderwijsorganisatie. Daarnaast bekleedde hij nog veel andere bestuurlijke functies.
Hij werd voorzitter van het CDA in een periode dat deze partij voor het eerst in de 20e eeuw niet meeregeerde in Nederland, maar in de oppositie zat.  In die context was hij verantwoordelijk voor een ingrijpende vernieuwingsoperatie binnen het CDA. Deze vernieuwing omvatte 4 terreinen, maar het meest bekend werden de inhoudelijke vernieuwing en de personele vernieuwing. De inhoudelijke vernieuwing werd bereikt via de instelling van een zogenaamd strategisch beraad en het rapport 'Nieuwe wegen vaste waarden'. De personele vernieuwing leidde tot stevige commotie binnen het CDA, maar tevens tot de meest ingrijpende personele vernieuwing uit de historie. Van toenmalige Tweede Kamerfractie bestaande 34 mensen kwam slechts de helft terug op de vernieuwde kandidatenlijst van 1998. Onder de nieuwe kandidaten die hij in 1998 introduceerde zaten later bekende namen als: JanPeter Balkenende, Camiel Eurlings, Joop Wijn, Joop Atsma, Clémence Ross - van Dorp, Ank Bijlevelt, Cees van der Knaap, Jacques de Milliano, Annie Schreijer-Pierik en Gerda Verburg. Ook was hij verantwoordelijk voor de tussentijdse wisseling van het politiek leiderschap van Enneüs Heerma naar Jaap de Hoop Scheffer. De Volkskrant vatte zijn voorzitterschap 28 augustus 1998 samen onder de kop: "Supersaneerder Helgers: niet geliefd maar wel geslaagd". In 1999 stelde hij zich niet beschikbaar voor een tweede termijn. Hij vond dat hij zijn taak volbracht had en dat de volgende fase beter door een ander opgepakt kon worden. Ambities om in de politiek verder te gaan had hij niet en zo onverwacht als hij voorzitter werd zo onverwacht nam hij ook afscheid van de actieve politiek.
- Parlement.com: vg09lm0889ur